# Concilio di Gerusalemme (518)
Il concilio di Gerusalemme del 518 fu una riunione di vescovi del patriarcato di Gerusalemme, convocati a Gerusalemme dal patriarca Giovanni III il 6 agosto. 

## Contesto storico
Dopo il concilio di Calcedonia del 451, la Chiesa cristiana era divisa tra i sostenitori della fede calcedonese delle due nature, umana e divina, in Gesù, e i sostenitori dell'unica natura in Cristo, quella divina, incarnata nell'umanità di Gesù (monofisismo). Un primo tentativo di conciliare le parti, sintetizzato nell'Enotico dell'imperatore Zenone (482), peggiorò la situazione, poiché fu all'origine del cosiddetto scisma acaciano, che divise per oltre trent'anni la Chiesa di Roma da quella di Costantinopoli fino alla morte dell'imperatore Anastasio I Dicoro.
In questo contesto, il partito anticalcedoniano si rafforzò ed ebbe la meglio in alcune parti dell'impero, in particolare nei patriarcati di Antiochia e di Alessandria. In quest'ultima sede, dal 482 non si ebbero più vescovi calcedoniani, fino all'elezione di Paolo nel 536. La sede di Antiochia invece rimase sostanzialmente fedele a Calcedonia, fino all'avvento di Severo nel 512: tuttavia tra i ranghi dell'episcopato antiocheno diversi furono i vescovi che sostennero la causa monofisita, tra cui Pietro di Apamea e, più tardi, Giacomo Baradeo di Edessa. La predicazione anticalcedonese, opera soprattutto dei monaci, contribuì a rafforzare il monofisismo nelle popolazioni.
L'avvento al trono di Giustino I (518) coincise con la riscossa del partito calcedoniano. Il sinodo permanente della Chiesa costantinopolitana, il 20 luglio 518, rinnovò la propria adesione al concilio di Calcedonia, anatemizzò i sostenitori del partito monofisita, ristabilì nei dittici i nomi di tutti coloro che erano stati condannati per la loro fedeltà alla fede di Calcedonia, tra cui papa Leone I. Le decisioni del sinodo permanente furono inviate alle principali Chiese dell'impero perché vi aderissero. Le uniche lettere conservate sono quelle spedite al patriarca di Gerusalemme, Giovanni III, e al metropolita di Tiro, Epifanio.

## Il concilio di Gerusalemme
Il patriarca Giovanni III di Gerusalemme convocò il 6 agosto 518 il concilio, a cui presero parte il metropolita Teodosio di Scitopoli e altri 32 vescovi delle 3 province ecclesiastiche del patriarcato.
Il concilio aderì pienamente alle decisioni prese a Costantinopoli il 20 luglio, e cioè:
- il reintegro nei cataloghi dei patriarchi di Costantinopoli di Eufemio e Macedonio II, che erano stati esiliati per la loro fedeltà alle decisioni di Calcedonia;
- il reintegro nelle loro cariche di tutti i vescovi che erano stati a loro volta deposti e esiliati perché avevano sostenuto la causa dei due patriarchi;
- il ripristino nei dittici dei concili di Nicea (325), Costantinopoli (381), Efeso (431) e Calcedonia;
- il ripristino nei dittici del nome di papa Leone I;
- la condanna e la deposizione di Severo di Antiochia per il sostegno dato al partito monofisita.

Frutto dei lavori del concilio fu la stesura di una lettera sinodale, che fu sottoscritta da tutti i presenti e inviata al patriarca Giovanni di Costantinopoli.

### Elenco dei vescovi
1. Giovanni III di Gerusalemme
2. Teodosio di Scitopoli
3. Zenobio di Jamnia
4. Giovanni di Tiberiade
5. Policronio di Areopoli
6. Procopio di Neapoli
7. Eustazio di Antedone
8. Stefano di Maiuma di Ascalona
9. Pietro di Elusa
10. Marcellino di Neocesarea
11. Gregorio di Eleuteropoli
12. Giovanni di Gerico
13. Antonio di Ascalona
14. Giovanni di Menoide
15. Paolo di Pella
16. Alfio di Sicomazon
17. Basso di Capitoliade
18. Procopio di Maiuma di Gaza
19. Isidoro di Zoara
20. Valente di Parembole
21. Pietro di Feno
22. Epifanio di Rafia
23. Elia di Joppe
24. Prestuto del Monte Thabor
25. Procopio di Amatunte
26. Salomone di Abila
27. Conone di Ippo
28. Leonzio di Sozusa
29. Cirillo[9] di Gaza
30. Stefano di Arad[10]
31. Megas di Massimianopoli
32. Gregorio di Bacata
33. Barachio di Dora
34. Apollonio di Diospoli